# 竹宮ジン
竹宮ジン（たけみや じん、女性、6月13日 - ）は、日本の漫画家。

## 人物
2007年2月に創作百合ジャンルの同人誌で活動開始。2009年にコミック百合姫で商業デビュー。サークル「Junk-lab」として同人活動も行っている。同性愛者であることを公言している。

## 作品

### 単行本
- Girlish Sweet アタシノ彼女（2010年4月23日、白泉社）ISBN 9784592710233
- ラブフリッカー（2010年06月18日、一迅社）ISBN 9784758070911
- キラキラ（2011年06月18日、一迅社）ISBN 9784758071529
- 想いの欠片（全3巻、白泉社） - 2018年にA-KOEでボイスコミック化された。
  - 想いの欠片1（2011年7月30日）ISBN 9784592710349
  - 想いの欠片2（2013年5月31日）ISBN 9784592710554
  - 想いの欠片3（2014年12月25日）ISBN 9784592710776
- Seasons（2011年11月30日発売、白泉社）ISBN 9784592710356
- 恋のカオリ（2012年06月18日、一迅社）ISBN 9784758071987
- steps（2013年06月18日、一迅社）ISBN 9784758072571
- game（2014年05月17日、一迅社）ISBN 9784758073059
- 喋喋喃喃（2015年02月18日、一迅社）ISBN 9784758073899
- シーソー×ゲーム（2015年10月17日、一迅社）ISBN 9784758074971
- マイ・ファーストレディ（2016年06月18日、一迅社）ISBN 9784758075572
- 恋愛ログ（2016年10月18日、一迅社）ISBN 9784758075978
- 不条理なあたし達（全2巻、白泉社）
  - 不条理なあたし達（2017年3月31日）ISBN 9784592711155
  - 不条理なあたし達2（2020年4月30日）ISBN 9784592711681
- まぶしさの向こう側（2017年07月18日、一迅社）ISBN 9784758077125
- いとしこいし（全3巻、一迅社）
  - いとしこいし1（2019年1月18日）ISBN 9784758079037
  - いとしこいし2（2019年7月18日）ISBN 9784758079662
  - いとしこいし3（2020年1月17日）ISBN 9784758020770

### 読切
- 「メロンメロン」『パルフェ おねロリ百合アンソロジー』（2017年9月15日、一迅社）
- 「先生！おしえて？」「先生！おねがい！」『パルフェ2 おねロリ百合アンソロジー』（2018年6月29日、一迅社）
- 「鈍感なかわいいひと」『ショコラ 社会人百合アンソロジー』（2018年7月27日、一迅社）
- 「恋鬼」『シナモン 人外×百合アンソロジー』（2019年3月12日、KADOKAWA）
- 「片恋シネマ」『ショコラ2 社会人百合アンソロジー』（2019年4月26日、一迅社）
- 「シンデレラクエスト」『女子校の王子様は私しか眼中にないらしい 百合アンソロジーコミック』（2023年7月7日、ブシロードクリエイティブ）